# Slavorum apostoli
Slavorum apostoli (łac. Apostołowie Słowian) – czwarta encyklika papieża Jana Pawła II. Ogłoszona została 2 czerwca 1985 roku z okazji tysięcznej rocznicy dzieła ewangelizacji św. Cyryla i Metodego.
Pełny tytuł dokumentu:

Encyklika  «Slavorum apostoli» Ojca świętego Jana Pawła II  skierowana  do biskupów i kapłanów,  do rodzin zakonnych,  do wszystkich wierzących chrześcijan  w tysiącsetną rocznicę dzieła  ewangelizacji świętych Cyryla i Metodego

Encyklika ta poświęcona jest dziełom misyjnym Kościoła. Papież ukazuje znaczenie działalności  świętych Cyryla i Metodego dla kultury i ekumenizmu.
W dokumencie tym Jan Paweł II przedstawia sposoby pokonywania podziałów między narodami oraz między Kościołami chrześcijańskimi. Zarysowuje wizję powszechności Kościoła, obejmującego różne tradycje kulturowe z poszanowaniem ich odrębności. „Być chrześcijaninem w naszych czasach − oznacza być twórcą komunii w Kościele i w społeczeństwie” − napisał.